# Edward Abeles
Edward Abeles (Saint Louis, Missouri, 4 de novembre de 1869 - Nova York, 10 de juliol de 1919) va ser un actor estatunidenc. Apareixia a 8 pel·lícules entre 1914 i 1918. Abans de fitxar per Famous Players-Lasky, tenia una carrera llarga als escenaris.

## Filmografia
- Brewster's Millions (1914)
- The Making of Bobby Burnit (1914)
- Ready Money (1914)
- The Million (1914)
- After Five (1915)
- The Lone Wolf (1917)
- Opportunity (1918)
- The House of Mirth (1918)